# Sébastien Fath
Sébastien Fath (25 settembre 1968) è uno scrittore e storico francese.
È un ricercatore presso il Gruppo di sociologia delle religioni e della laicità (EPHE/CNRS) che si occupa soprattutto di storia delle religioni.
Si è occupato delle chiese evangeliche negli Stati Uniti ed è autore di diversi saggi.

## Opere
- Dio benedica l'America. Le religioni della Casa Bianca;
- Billy Graham, pape protestant?;
- Les protestants: idées reçues.